# Herb Łotwy
Herb Łotwy powstał po uzyskaniu niepodległości w 1918 roku (w obecnej wersji od 1921). roku. Istnieją trzy wersje herbu: wielki, mały powiększony i mały. Herb Łotwy składa się z tarczy trójdzielnej na której umieszczone są: w górnym polu wschodzące słońce, zaś w prawym dolnym – czerwony wspięty lew w polu srebrnym, zaczerpnięty z herbu Kurlandii, a w lewym dolnym – srebrny gryf w polu czerwonym, zaczerpnięty z herbu Liwonii oraz jednej z wersji herbu Łatgalii. Nad tarczą umieszczone są trzy złote gwiazdy. Słońce symbolizuje państwowość Łotwy. Stylizowany wizerunek słońca był wcześniej używany przez strzelców łotewskich wcielanych do rosyjskiej armii w czasie I wojny światowej. Trzy gwiazdy nad tarczą herbu to idee przyłączenia do Łotwy jej trzech historycznych regionów: Liwonia, Łatgalia, Kurlandia-Semigalia. Znakiem Liwlandii i Łatgalii jest również srebrny gryf. W wersji powiększonej pod herbem znajdują się dwie skrzyżowane gałęzie dębu. Duża wersja herbu zawiera opisaną wyżej tarczę heraldyczną jak w wersji małej, podtrzymywaną przez lwa i gryfa, identyczne jak na tarczy herbowej. Pod nimi znajdują się gałęzie dębu (bardziej rozgałęzione niż w wersji powiększonej herbu) oraz szarfa w barwach łotewskiej flagi.

## GodłoŁotewskiej SRR

Godło Łotwy z czasów ZSRR

W czasach funkcjonowania Łotwy w ramach ZSRR godło łotewskie przypominało  godła innych republik radzieckich i zawierało typowe elementy: sierp i młot – symbol sojuszu robotniczo-chłopskiego, czerwoną, otoczkę z wieńców zboża – oznaczającą rolnictwo i  dobrobyt, a u góry, między tymi wieńcami - pięcioramienną gwiazdę - oznaczającą zwycięstwo socjalizmu we wszystkich pięciu częściach świata. Wieńce te przepasane były szarfą z wezwaniem do jedności proletariatu (Proletariusze wszystkich krajów, łączcie się!) w języku łotewskim: Visu zemju proletārieši, savienojieties! i rosyjskim: Пролетарии всех стран, соединяйтесь! U dołu znajdowała się częściowo skrócona nazwa kraju w języku łotewskim: Latvijas PSR. Jedynym elementem nawiązującym do specyfiki kraju był zarys morskich fal Bałtyku, podkreślający znaczenie morza dla Łotyszy. W godle znajdował się na nim także wizerunek wschodzącego słońca, podobny do zawartego w tradycyjnym godle Łotwy, nie było to jednak nawiązanie do dawnego godła tego kraju; wizerunek taki znajdował się w godle ZSRR i wszystkich republik związkowych. Oznaczać miał świt, początek nowego, wspaniałego okresu w życiu kraju. W popularnej, antysowieckiej interpretacji słońce to nie wschodziło, a zachodziło, gdyż jego sylwetka znajdująca się nad Morzem Bałtyckim, widoczna była z terenu Łotwy w takiej pozycji jedynie gdy słońce zachodziło.